# РК Металопластика
РК Металопластика је рукометни клуб из Шапца. Клуб је основан 1958. године и тренутно се такмичи у Суперлиги Србије.

## Историја
Под називом РК Партизан, клуб је основан 1958. године. Од 1970. носи назив РК Металопластика. Најуспешнији и најтрофејнији шабачки клуб свих времена: седмоструки првак државе, четвороструки освајач Купа Југославије и двоструки првак Европе (1985 и 1986). Прву титулу шампиона Европе су освојили: Башић, Исаковић, Вујовић, Вуковић, Мркоња, Портнер, Цветковић, Милошевић, Игњатовић, Танасић, Лукић, Спасојевић и Ђукановић. Тренеру Павловићу су помогли Живковић и Фајфрић. Председник клуба био је Душан Маричић.
Због изузетних квалитета, рукометаши Металопластике су названи „шабачки ванземаљци”.
Репрезентативци и најистакнутији играчи: Петар Фајфрић, Зоран Живковић, Александар Павловић, Миле Исаковић, Веселин Вуковић, Веселин Вујовић, Мирко Башић, Слободан Кузмановски, Ђорђе Рашић, Јасмин Мркоња, Златко Портнер. Веселин Вујовић је проглашен за најбољег спортисту Југославије 1986. године и најбољег рукометаша света 1987. У анкети Међународне рукометне федерације, РК Металопластика је 2000. године проглашена за други најбољи рукометни клуб Европе 20. века.
Металопластика је током своје историје била добитник признања Октобарске награде града Шапца и Ордена заслуга за народ са златном звездом. Клуб се такмичи у Супер лиги Србије.

## Успеси
| Такмичење                   | Такмичење                | Број                     | Година                                                         |                          |                          |
| Национално првенство — 7    | Национално првенство — 7 | Национално првенство — 7 | Национално првенство — 7                                       | Национално првенство — 7 | Национално првенство — 7 |
| --------------------------- | ------------------------ | ------------------------ | -------------------------------------------------------------- | ------------------------ | ------------------------ |
| Првенство СФР Југославије   | Првак                    | 7                        | 1981/82, 1982/83, 1983/84, 1984/85, 1985/86, 1986/87, 1987/88. |                          |                          |
| Првенство СФР Југославије   | Други                    | 0                        | /                                                              |                          |                          |
| Првенство Србије            | Првак                    | 0                        | /                                                              |                          |                          |
| Првенство Србије            | Други                    | 3                        | 2015/16, 2018/19, 2023/24.                                     |                          |                          |
| Национални куп — 6          |                          |                          |                                                                |                          |                          |
| Куп СФР Југославије         | Победник                 | 4                        | 1979/80, 1982/83, 1983/84, 1985/86.                            |                          |                          |
| Куп СФР Југославије         | Финалиста                | 1                        | 1987/88.                                                       |                          |                          |
| Куп Србије                  | Победник                 | 2                        | 2015/16, 2021/22.                                              |                          |                          |
| Куп Србије                  | Финалиста                | 1                        | 2020/21.                                                       |                          |                          |
| Национални суперкуп — 1     |                          |                          |                                                                |                          |                          |
| Суперкуп Србије             | Победник                 | 1                        | 2022.                                                          |                          |                          |
| Суперкуп Србије             | Финалиста                | 1                        | 2016.                                                          |                          |                          |
| Континентална такмичења — 2 |                          |                          |                                                                |                          |                          |
| Куп европских шампиона      | Победник                 | 2                        | 1984/85, 1985/86.                                              |                          |                          |
| Куп европских шампиона      | Финалиста                | 1                        | 1983/84.                                                       |                          |                          |
| Куп европских шампиона      | Полуфинале               | 3                        | 1982/83, 1986/87, 1987/88.                                     |                          |                          |
| ЕХФ Куп победника купова    | Победник                 | 0                        | /                                                              |                          |                          |
| ЕХФ Куп победника купова    | Финалиста                | 0                        | /                                                              |                          |                          |
| ЕХФ Куп победника купова    | Полуфинале               | 1                        | 1980/81.                                                       |                          |                          |
| ЕХФ Челенџ куп              | Победник                 | 0                        | /                                                              |                          |                          |
| ЕХФ Челенџ куп              | Финалиста                | 1                        | 2013/14.                                                       |                          |                          |
| Остала такмичења            |                          |                          |                                                                |                          |                          |
| Трофеј Добоја               | Победник                 | 2                        | 1983, 1986.                                                    |                          |                          |
| Трофеј Добоја               | Финалиста                |                          |                                                                |                          |                          |

## Бивши познати играчи
- Веселин Вујовић
- Златко Портнер
- Миле Исаковић (Најбољи стрелац Металопластике свих времена са 1.658 постигнутих голова)
- Веселин Вуковић
- Слободан Кузмановски
- Јовица Цветковић
- Мирко Башић
- Петар Фајфрић
- Јасмин Мркоња